# Serranus annularis
Serranus annularis és una espècie de peix de la família dels serrànids i de l'ordre dels perciformes.

## Morfologia
Els mascles poden assolir els 9 cm de longitud total.

## Distribució geogràfica
Es troba des de Bermuda i el sud de Florida fins al nord de Sud-amèrica.